# Honor Bridget Fell
Honor Bridget Fell (Fowthorpe, 22 mei 1900 – Cambridge, 22 april 1986) was een Brits zoöloog. Ze was een pionier op het gebied van celbiologie en de experimentele histologie.

## Biografie
Honor Bridget Fell werd geboren nabij Filey als dochter van de legerkolonel William Edwin Fell en diens vrouw Alice Fell. Ze volgde onderwijs aan Wynchwood School in Oxford. In 1916 ging ze naar Madras College in St. Andrews. Vervolgens begon ze in 1918 aan een studie zoölogie aan de Universiteit van Edinburgh. Daar behaalde ze in 1923 een bachelorgraad en het jaar erop werd ze Doctor of Philosophy. Daarna vertrok ze naar Cambridge om onder Thomas Strangeways de in zijn laboratorium gebruikte methode om weefsel te kweken te leren. Ze gaf er les aan Girton College. Ze verrichtte hier onderzoek naar onder andere de groei en ontwikkelingsmogelijkheden van kraakbeen- en beenweefselexplantaten. De kweektechniek van Strangeways was echter niet toereikend waarna ze een aangepaste methode ontwikkelde. Hierbij ging ze uit van de hypothese dat de wisselwerking tussen verschillende soorten cellen (inclusief de enigszins vloeibare tussenstof) van belang is voor onder andere de instandhouding en ontwikkeling van cellen. Ze wist uiteindelijk groeiverschillen waar te nemen. Verder verrichtte ze in deze periode onderzoek naar het effect van röntgenstralen op sarcoomcellen van ratten.
In 1926 kwam Thomas Strangeways te overlijden, waarna Fell benoemd werd tot directeur van het Strangeways Research Laboratory. Het lukte haar om autonome ontwikkelingspotenties vast te stellen in onderdelen van het embryonaal skelet. Twee van die onderdelen waren het kniegewricht en het borstbeen. In 1932 behaalde ze een tweede doctoraat en werd ze Doctor of Science. Tijdens de Tweede Wereldoorlog was ze niet in staat om haar onderzoeksprogramma voort te zetten. Na de oorlog deed ze haar onderzoek naar de rol die enzymen spelen bij het genezen van een wond. In 1950 verrichtte ze wederom onderzoek naar het embryonaal skelet. Ze deed onder andere onderzoek naar de effecten van een hoge dosis vitamine A op muizenbotten die zich nog in de foetusfase bevinden. In 1970 zwaaide ze af als directeur van het Strangeways Research Laboratory. In 1979 keerde ze weer terug naar het laboratorium, maar niet als directeur. Haar laatste wetenschappelijke artikel verscheen in 1986. 
Fell kwam na een kort ziekbed in 1986 te overlijden.

## Erkenning
Fell heeft op vele manieren erkenning gekregen voor haar wetenschappelijke werk. In totaal kreeg ze acht eredoctoraten waaronder in 1975 een eredoctoraat in de geneeskunde van de Universiteit Leiden. In 1963 werd ze benoemd tot dame-commandeur in de Orde van het Britse Rijk en in 1965 ontving ze de Prix Charles-Léopold Mayer. Verder was ze lid van de Royal Society, American Academy of Arts and Sciences en buitenlands lid van de Koninklijke Nederlandse Akademie van Wetenschappen. 